# 赫爾勒烏
赫爾勒烏是羅馬尼亞的城鎮，位於該國東北部，距離首府雅西59公里，由雅西縣負責管轄，面積40.36平方公里，海拔高度158米，2009年人口11,701，大多數居民信奉東正教。